# Azurina eupalama
Espèce
Statut de conservation UICN

 CR B1ab(i,ii,iv,v)+2ab(i,ii,iv,v) : 
En danger critique
Azurina eupalama est une espèce de poissons osseux, potentiellement éteinte ou en voie extinction, de la famille des Pomacentridae. Elle est endémique des eaux proches des îles Galápagos et de l'île Cocos appartenant respectivement à l'Équateur et au Costa Rica. Elle fait partie de la liste des 100 espèces les plus menacées au monde établie par l'UICN en 2012.